# Ковдозерское лесничество
Ковдо́зерское лесничество — находится в пределах, городского поселения Кандалакша, Мурманской области, Россия.
В составе лесничества, числятся: 2 участковых лесничества. Это — Ковдозерское, Зеленоборское участковые лесничества.
Площадь лесничества составляет — 400648 га, самое маленькое по площади в округе.
Рельеф низкогорный с колебаниями высот от 100 до 411 метров над уровнем моря.

## Адрес управления
184020, Мурманская область, г. Кандалакша, рп. Зеленоборский, ул. Средняя, д. 15.

## Участковые лесничества
| № | Название лесничества |
| - | -------------------- |
| 1 | Ковдозерское         |
| 2 | Зеленоборское        |